# سوني أريكسون إكسبيريا راي
سوني اريكسون اكسبيريا راي (بالإنجليزية: Sony Ericsson Xperia ray)‏ هو هاتف ذكي يعمل بنظام أندرويد، تم طرحه في الأسواق في 2011.

## الخصائص
- نظام التشغيل: أندرويد
- الوزن: 100 غ (3.5 أونصة)
- المعالج: 1 جيجا هرتز
- الذاكرة: 512 ميجابايت
- التخزين: 1 جيجابايت